# Smedsjön (Norbergs socken, Västmanland)
Smedsjön är en sjö i Norbergs kommun i Västmanland och ingår i Norrströms huvudavrinningsområde.